# Jiří Vokněr
Jiří Vokněr (12. května 1931, Zábrdovice – 29. května 2018, Nymburk) byl český rychlostní kanoista, lékař a skaut. Získal tři medaile z mistrovství světa v kanoistice (zlato na 10 km z Mâconu 1954, stříbro na 1 km a 10 km z Prahy 1958) a účastnil se olympijských her v Melbourne 1956.

## Život
Narodil se ve středočeských Zábrdovicích u Křince. Od roku 1947 byl členem 2. oddílu vodních skautů v Nymburce. Absolvoval gymnázium v Nymburce, v roce 1956 promoval na lékařské fakultě Univerzity Karlovy v Praze. V letech 1958–1968 působil v pražské Nemocnici na Bulovce.
V roce 1968 emigroval do švýcarského Flawilu, kde působil jako vrchní lékař. Zpět do Česka se vrátil v roce 2003 a dožil v Nymburce, kde se zabýval regionální historií. Zastupitelstvo města Nymburka mu 21. října 1998 udělilo čestné občanství za vynikající sportovní úspěchy.

## Sportovní kariéra
Byl dlouholetým členem TJ Lokomotiva Nymburk. Závodil v kanoi jednotlivců zejména na tratích 1 a 10 km. V letech 1953 až 1961 se na těchto tratích stal dvanáctkrát mistrem republiky.
V roce 1954 zvítězil v závodu na 10 km na mistrovství světa ve francouzském Mâconu.
Na letních olympijských hrách v australském Melbourne 1956 obsadil na 10 km 4. místo.
V roce 1958 získal dvě stříbrné medaile na pražském mistrovství světa na tratích 1 a 10 km.
S kanoistikou pokračoval i v pokročilém věku; na mistrovství světa veteránů 1989 v Aarhusu získal stříbro na 500 metrů, v Brisbane 1994 zvítězil na jednokilometrové trati.